# Vitinha (labdarúgó, 2000)
Vítor Machado Ferreira (Santo Tirso, 2000. február 13. –), közismert nevén: Vitinha, portugál válogatott labdarúgó, középpályás. A Ligue 1-ben szereplő Paris Saint-Germain játékosa.

## Pályafutása

### Porto
Vitinha 2007-ben kezdett a Póvoa de Lanhosóban futballozni, majd két évvel később, tizenegy évesen csatlakozott az FC Porto ifjúsági csapatához.
2019. augusztus 11-én debütált a LigaPro-ban az utánpótláscsapatban a Sporting da Covilhã elleni meccsen.
Tagja volt annak a csapatnak
amellyel megnyerték a 2018–19-es UEFA Ifjúsági Liga-t.

#### A felnőttcsapatban
2020. január 14-én debütált a Varzim SC elleni 2–1-s Taça de Portugal (portugál kupa) negyeddöntő mérkőzésen.
Tizennégy nappal mutatkozott be a  bajnokságban a Gil Vicente elleni 2–1-s győzelem során, a  61. percben Wilson Manafá-t váltotta.

#### Wolverhampton Wanderers(kölcsönben)
2020. szeptember 9-én igazolták le kölcsönbe a Porto csapatától a 2020/21-es idényre, a farkasok opciós joggal rendelkeztek. Öt nappal később debütált idegenbeli környezetben a Sheffield United elleni 2–0-ra nyert mérkőzés utolsó 4 percében.
2021. január 22-én szerezte egyetlen gólját a Chorley FC ellen a FA Kupa negyedik körében.

### Paris Saint-Germain
2022. június 30-án öt évre szóló szerződést kötött a párizsi klubbal.
Július 31-én lépett pályára hivatalos mérkőzésen a francia-szuperkupában az FC Nantes elleni 4–0-ra megnyert találkozón.
Az első Ligue 1 (francia bajnokság) mérkőzését, augusztus 8-án játszotta idegenbeli környezetben a Clermont Foot elleni 5–0-ra megnyert bajnokin. Szeptember 6-án lépett pályára a PSG színeiben a Bajnokok Ligájában a Juventus elleni 2–1-s hazai mérkőzésen.
2023. április 15-én szerezte a klub színeiben első gólját, hazai környezetben a Lens elleni 3–1-s bajnokin, melyen gólpasszt is jegyzett.

## Válogatott karrier

### Portugália
2019-ben tagja volt annak az U19-es csapatnak, amely a második helyen végzett a 2019-es U19-es labdarúgó-Európa-bajnokságon. 
Két év múlva ismét bronzot szerzett, ezúttal az U21-es csapattal a 2021-es U21-es labdarúgó-Európa-bajnokságon.
2022. március 20-án kapta meg első behívóját a felnőttcsapatban Fernando Santos-tól, Rúben Neves pótlására a 2022-es világbajnoki selejtezőre. 
A Törökország elleni mérkőzést a kispadról nézte végig, majd március 29-én debütált klubhelyiségen az Észak-Macedónia elleni 2–0-s győztes mérkőzés utolsó percében.
2022. november 10-én Fernando Santos nevezte a csapat 26-fős keretébe a 2022-es katari világbajnokságra. 2024. május 21-én Roberto Martínez szövetségi kapitány kihirdette 26 fős Európa-bajnoki keretét, amelyben ő is szerepelt.

## Statisztika
2024. május 25-i állapot szerint.
| Klub                              | Szezon           | Bajnokság        | Bajnokság | Bajnokság | Kupa  | Kupa  | Ligakupa | Ligakupa | Európa | Európa | Egyéb | Egyéb | Összes | Összes |
| Klub                              | Szezon           | Liga             | Mérk.     | Gólok     | Mérk. | Gólok | Mérk.    | Gólok    | Mérk.  | Gólok  | Mérk. | Gólok | Mérk.  | Gólok  |
| --------------------------------- | ---------------- | ---------------- | --------- | --------- | ----- | ----- | -------- | -------- | ------ | ------ | ----- | ----- | ------ | ------ |
| Porto B                           | 2019/20          | LigaPro          | 14        | 8         | —     | —     | —        | —        | —      | —      | —     | —     | 14     | 8      |
| Porto B                           | Összesen         | Összesen         | 14        | 8         | —     | —     | —        | —        | —      | —      | —     | —     | 14     | 8      |
| Porto                             | 2019/20          | Primeira Liga    | 8         | 0         | 3     | 0     | 1        | 0        | 0      | 0      | —     | —     | 12     | 0      |
| Porto                             | 2021/22          | Primeira Liga    | 30        | 2         | 7     | 2     | 0        | 0        | 10     | 0      | —     | —     | 47     | 4      |
| Porto                             | Összesen         | Összesen         | 38        | 2         | 10    | 2     | 1        | 0        | 10     | 0      | —     | —     | 59     | 4      |
| Wolverhampton Wanderers (kölcsön) | 2020/21          | Premier League   | 19        | 0         | 2     | 1     | 1        | 0        | —      | —      | —     | —     | 22     | 1      |
| Wolverhampton Wanderers (kölcsön) | Összesen         | Összesen         | 19        | 0         | 2     | 1     | 1        | 0        | —      | —      | —     | —     | 22     | 1      |
| Paris Saint-Germain               | 2022/23          | Ligue 1          | 36        | 2         | 3     | 0     | —        | —        | 8      | 0      | 1     | 0     | 48     | 2      |
| Paris Saint-Germain               | 2023/24          | Ligue 1          | 28        | 7         | 5     | 0     | —        | —        | 12     | 2      | 1     | 0     | 46     | 9      |
| Paris Saint-Germain               | Összesen         | Összesen         | 64        | 9         | 8     | 0     | —        | —        | 20     | 2      | 2     | 0     | 94     | 11     |
| KARRIER ÖSSZESEN                  | KARRIER ÖSSZESEN | KARRIER ÖSSZESEN | 135       | 19        | 20    | 3     | 2        | 0        | 30     | 2      | 2     | 0     | 189    | 24     |

1. ↑  Magában foglalja a Taça de Portugal-t és a FA Cup-át
2. ↑  Magában foglalja a Taça da Liga-t, és a EFL Cup-át
3. ↑  Mérkőzése(i) a Bajnokok Ligájában: 6. Mérkőzése(i) az Európa Ligában: 4.
4. 1 2  Mérkőzése(i) a Bajnokok Ligájában
5. 1 2  Mérkőzése(i) a Trophée des Champions-ban

### A válogatottban
2024. március 26-i állapot szerint.
| Portugália | Portugália | Portugália |
| Év         | Mérk.      | Gólok      |
| ---------- | ---------- | ---------- |
| 2022       | 8          | 0          |
| 2023       | 6          | 0          |
| 2024       | 1          | 0          |
| ÖSSZESEN   | 15         | 0          |

## Sikerei, díjai

### Klubban
- Porto
  - Primeira Liga: 2019/20, 2021/22
  - Taça de Portugal: 2019/20, 2021/22

- Paris Saint-Germain
  - Ligue 1: 2022/23, 2023/24
  - Trophée des Champions: 2023–24
  - Trophée des Champions: 2022, 2023

### A válogatottban
- Portugália U19
  - 2019-es Európa Bajnokság (második helyezett)
- Portugália U21
  - 2021-es Európa Bajnokság (második helyezett)

### Egyéni
- Primeira Liga
  - Az év legjobb fiatal játékosa: 2021/22
  - A hónap játékosa: 2021 december, 2022. január
  - A hónap középpályása: 2021. december, 2022. január, március
  - Az év csapata: 2021/22